# Masao Yoshida (Ingenieur)

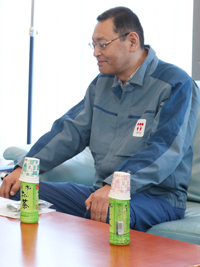
Masao Yoshida, 2011

Masao Yoshida (japanisch 吉田 昌郎, Yoshida Masao; * 17. Februar 1955 in der Präfektur Osaka; † 9. Juli 2013 in Tokio) war ein japanischer Nuklearingenieur und der zuständige Betriebsleiter der Atomkraftwerke während der Nuklearkatastrophe von Fukushima 2011.

## Leben
Yoshidas Eltern führten eine kleine Werbefirma. Yoshida studierte Ingenieurwesen und dann als Masterkurs Nukleartechnik an der Technischen Hochschule Tokio und ging anschließend 1979 zu Tepco. Dort 2007 stieg er zum Infrastruktursicherheitsreferent der beiden Atomkraftwerke Fukushima Daiichi und Fukushima Daini auf. In dieser Funktion behauptet er einmal, die Wahrscheinlichkeit, dass ein Tsunami das Atomkraftwerk zerstören könne, sei „gleich Null“. Im Juni 2010 wurde er zum Betriebsleiter der beiden Atomkraftwerke ernannt.
Am 11. März 2011 trat nach dem Tōhoku-Erdbeben und dem darauf folgenden Tsunami die Nuklearkatastrophe von Fukushima ein. Yoshida soll durch sein Handeln maßgeblich dafür verantwortlich gewesen sein, dass nach den vier Wasserstoffexplosionen und den drei beginnende Kernschmelzen in den Reaktoren 1, 2 und 3 von Fukushima Daiichi das Ausmaß der Katastrophe eingedämmt werden konnte.
Am 12. März 2011 um 19:55 Uhr, rund 28 Stunden nach dem der Tsunami die Atomkraftwerke beschädigt hatte, gab die Tepco-Geschäftsführung die Erlaubnis zum Einleiten von Meerwasser in Reaktor 1. Die Erlaubnis zum Einleiten von Meerwasser – wodurch die Reaktoren beschädigt werden – hatte Premierminister Naoto Kan zuvor erteilt. Nur 21 Minuten später aber wies die Tepco-Geschäftsführung Yoshida an, die Einleitung von Meerwasser und damit Kühlung des Reaktors zu unterbrechen. Über diese Anweisung der Geschäftsführung setzte sich Yoshida hinweg und setzte das Einpumpen von Meerwasser zur Kühlung der beschädigten Reaktoren fort. Um 20:05 Uhr in dieser Nacht, erfolgte nochmals die Anweisung der japanischen Regierung zur Einleitung von Meerwasser.
Während der Druckentlastungen, Explosionen und Brände stieg die Strahlenbelastung auf dem Gelände stark an. Ab dem 15. März waren nur noch rund „50“ – in den Medien auch als „Fukushima 50“ bezeichnete – Mitarbeiter von Tepco, des Herstellers Toshiba sowie 130 weitere Arbeiter und Helfer von Fremdfirmen, Feuerwehr einer Spezialeinheit aus Tokio und Streitkräften – zusammen mehr als 400 Leute – im Einsatz. Yoshida leitete die Rettungsarbeiten vor Ort.
Am 7. Juni 2011 erhielt Yoshida eine Verwarnung, der Order der Tepco-Geschäftsführung nicht nachgekommen zu sein und dies nicht früher gemeldet zu haben. Im August 2011 sagte Yoshida vor einer Ermittlungsgruppe der Regierung aus. Im November 2011 wurde bei ihm Speiseröhrenkrebs diagnostiziert. Nach der Diagnose trat er von seinem Posten zurück. Er unterzog sich mehreren Operationen, einschließlich einer Notfall-OP nach einer intrakraniellen Blutung im Juli 2012.
Im selben Monat, im August 2012, zeichnete Yoshida entgegen der traditionellen japanischen Unternehmenskultur ein Video mit dem Berater für Humanressourcenentwicklung Hideaki Yabuhara zur Unterstützung der psychologischen Beratung auf, die dieser für die 250 Tepco-Mitarbeiter einmal im Monat leistete. Psychologische Beratung ist in Japan selten und das Eingestehen psychologische Beratung zu erhalten noch seltener. Eine Botschaft von Yoshida in dem Video war, dass Tepco die Finanzierung der psychischen Betreuung seiner Mitarbeiter gewähren sollte. In diesem Video gab der ansonsten stets sehr beherrschte Ingenieur seine Erfahrungen während der Tage nach der Katastrophe im März zu und gestand seine Gefühle und Ängste ein. Über Konflikte mit der Tepco-Zentrale schwieg er, stattdessen appellierte er, das Wichtigste sei es, die Atomkraftwerke-Ruine weiter zu stabilisieren.
Masao Yoshida starb am 9. Juli 2013 im Alter von 58 Jahren an der Krebserkrankung. Er hinterließ eine Frau und drei Söhne.
In dem 2020 veröffentlichten Film Fukushima wurde er von Ken Watanabe gespielt.